# Slade School of Fine Art

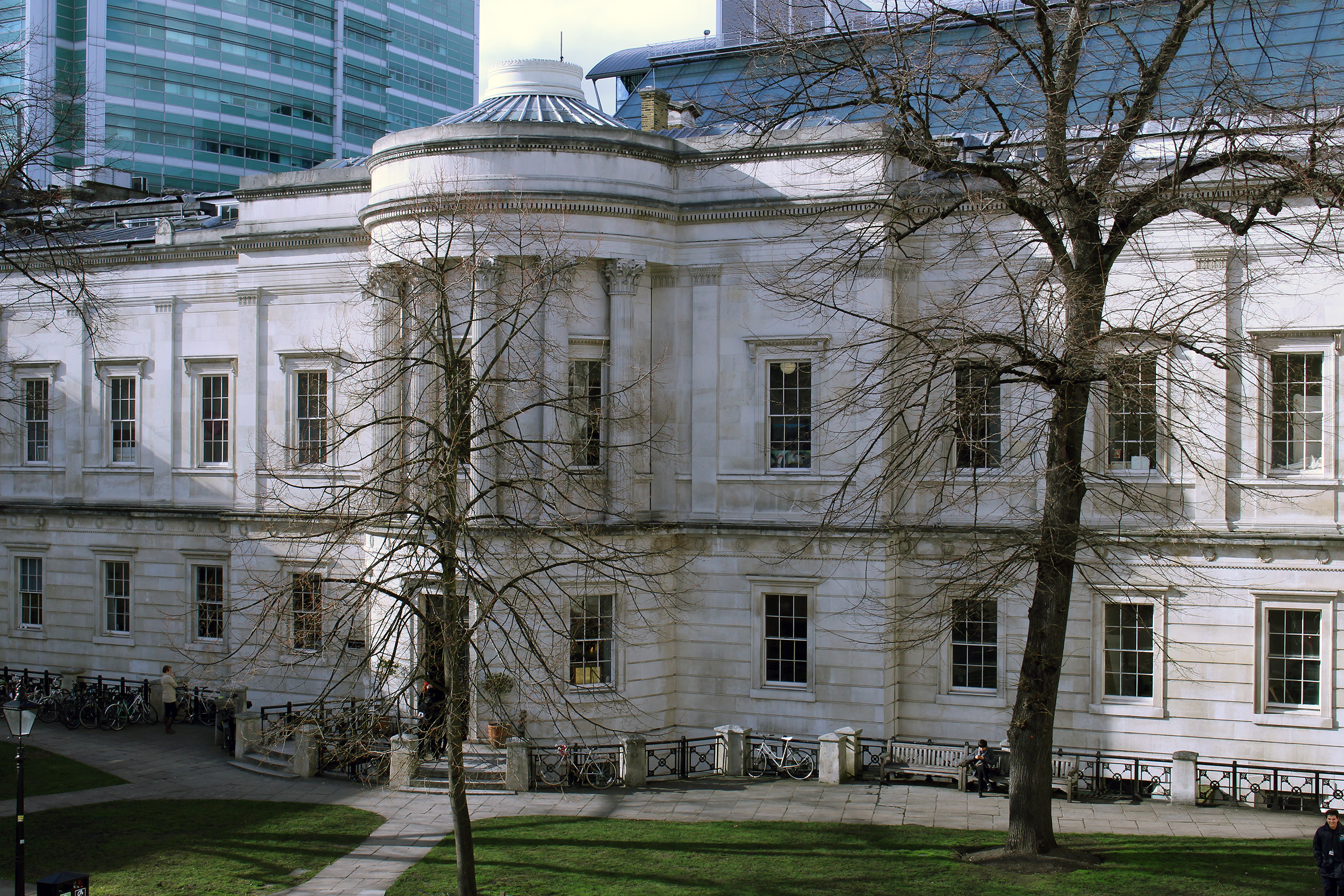
Siedziba Slade School of Fine Art.

UCL Slade School of Fine Art (nieformalnie The Slade) – szkoła artystyczna przy University College London w Londynie. 
Ma światową renomę i znajduje się w rankingach najlepszych szkół graficznych w Wielkiej Brytanii.  Została założona w 1871 przez Felixa Slade'a. Obecnie w szkole pracują 52 osoby i studiuje 320 studentów. Dyrektorem szkoły jest Susan Collins.

## Kolekcja dzieł sztuki
Kolekcjonowanie dzieł sztuki przez szkołę zaczęło się, gdy zaczęto przyznawać nagrody dla najlepszych uczniów w 1897 roku, a prace, które zdobyły Summer Composition Prize and the Figure i Head Painting Prizes zaczęły być przez nią przechowywane. Prace studentów i pracowników Slade School of Fine Art stanowią dziś bazę dzieł znajdującą się w muzeum sztuki znajdującym się przy University College London.